# Мавзолей Лангар ота
Мавзолей Лангар ота (узб. Langar ota maqbarasi) — памятник архитектуры, построенный в кишлаке Лангар Камашинского района (Кашкадарьинская область, Узбекистан). Мавзолей построен в XV веке.
В настоящее время входит в список материального культурного наследия Узбекистана республиканского значения.

## История
В горах недалеко от Шахрисабза стоит мавзолей Мухаммада Содика, великого пира братства ишкийя. Он пришел сюда из Мекки, как и положено суфию, принеся с собой Коран и волос Пророка, остановившись там, где лег его верблюд. Слово «лангар» переводится как якорь, это пристанище бога на земле, место, где произошла остановка суфия. Сегодня на этом месте есть камень, который по форме напоминает верблюда. Недалеко от этого места на склоне горы кишлака Лангар расположено местное кладбище, а на вершине холма находиться мавзолей шейха Мухаммада Содика (или Мавзолей Лангар ота), построенный в XV веке. В советское время местные власти пытались отремонтировать мавзолей, но работы были выполнены частично и не профессионально. Во время реконструкции арку портала мавзолея Шейха Лангар-Ота укрепили бетоном, а сверху арки уже уложен стандартный жжённый кирпич. Внутри мавзолея ниша укреплена деревянной подпоркой. В 2007 году мавзолей был отреставрирован. При реконструкции внешние двери мавзолея заменены современными, а внутренние остались нетронутыми.
В мавзолее пять могил:
- женщины, предположительно одна из дочерей Амира Тимура (по предположениям местных жителей);
- Мухаммад Содика, его могильный камень расписан золотом;
- сына Мухаммад Содика, его могильный камень расписан серебром;
- Абух-Хасана, шейха Йемена, который отрёкся от правления и стал отшельником[4].

Мавзолей Лангар ота является древним местом поклонения, что подтверждают находящиеся здесь памятники. Надписи внутри мавзолея уникальны и не встречаются ни в одной святыне страны. В мавзолей установлены надгробия размером 1x2, которые установлены вертикально в изголовье могил и выполнены очень искусно. С правой и левой стороны от входа в мавзолей установлено 9 камней весом от одной тонны и более.
Шпиль мавзолея украшен четырьмя шарами, такой шпиль устанавливается только над усыпальницей великого суфия (кроме усыпальницы в Лангаре, такой же шпиль только над мавзолеем Джалаладдина Руми). Каждый из шаров обозначает ступени просветления:
1. шариат, изучение заветов и ревностное их исполнение. Только строго соблюдение законов позволит будущему суфию, развить в себе способность познания мира, как материального воплощения божественного.
2. тарикат, истое стремление к совершенству, посвящение всего себя служению этой цели.
3. маарифат, сверхчувственное постижение единства Вселенной в Боге, познание духом и сердцем совершенства, понятий добра и зла
4. хакикат, постижение высшей истины, слияние сознанием с Богом, саморастворение в божественном — высшая точка пути и совершенства.

Вокруг мавзолея находятся могилы более чем трёхсот суфиев, учеников и последователей Мухаммада Содика. В мавзолее хранились 7 страниц из Корана Усмана, в настоящее время они перевезены в Ташкент, в институт востоковедения.